# Тоболо-иртышские татары
Тоболо-иртышские татары (тат. Тубыл-иртеш татарлары) — одна из групп сибирских татар, сформированная на территории Западной Сибири в результате взаимодействия тюркских народов с угорскими. Проживают на территории Тобольского и Вагайского муниципальных районов Тюменской области. По этническим признакам делятся на группы тобольских, ясколбинских, коурдакско-сагратских, тарских и тюменско-туринских татар.

## История
История тоболо-иртышских татар связана с бассейном Тобола и Иртыша, который был одним из важнейших регионов в истории тюркского населения юга Западной Сибири. Здесь складывались сибирские государственные образования: Тюменское и Сибирское ханства. Как предполагают историки, в конце XI и начале XII веков тоболо-иртышские татары совместно с туралинскими и барабинскими создали политический союз, в результате чего образовалось Сибирское ханство.
Тоболо-иртышскими татары были первыми среди остальных сибирских татар, кто перешел к оседлой и полуоседлой жизни. Развивали скотоводство и землеводство.
В 1495 году представитель местной знати бек Мамет объединил татарские улусы в государственное образование на Тоболе и Среднем Иртыше. С переносом столицы возле реки Иртыш — город Кашлык — было образовано Сибирское ханство, куда позднее войдёт Тюменское. С покорением Сибири оно пало, и тоболо-иртышские татары, как и остальные сибирские, вошли в состав Русского государства.
До административно-территориальной реформы 1910 года тоболо-иртышские татары занимались разной хозяйственной деятельностью и облагались разными налогами. Проживая относительно обособлено, практически не оказывали заметного влияния на культуру и быт других народов, браки с которыми были редки. С установлением советской власти социальные различия были стёрты, количество межнациональных браков возросло. Несмотря на то, что тоболо-иртышские татары стали частью единого татарского народа, немало из них помнит о своём происхождении.